# Mongolia na Zimowych Igrzyskach Olimpijskich Młodzieży 2012
Mongolię na Zimowych Igrzyskach Olimpijskich Młodzieży 2012, które odbywały się w Innsbrucku reprezentowało 2 zawodników.

## Skład reprezentacji Mongolii

### Biegi narciarskie
Chłopcy
| Zawodnik          | Konkurencja   | Kwalifikacje | Kwalifikacje | Ćwierćfinał   | Ćwierćfinał   | Półfinał      | Półfinał      | Finał         | Finał         |
| Zawodnik          | Konkurencja   | Wynik        | Miejsce      | Wynik         | Miejsce       | Wynik         | Miejsce       | Wynik         | Miejsce       |
| ----------------- | ------------- | ------------ | ------------ | ------------- | ------------- | ------------- | ------------- | ------------- | ------------- |
| Dandar Usukhbayar | Sprint        | 2:09.87      | 48.          | Nie awansował | Nie awansował | Nie awansował | Nie awansował | Nie awansował | Nie awansował |
| Dandar Usukhbayar | Bieg na 10 km |              |              |               |               |               |               | 37:16.0       | 42            |

### Łyżwiarstwo szybkie
Dziewczęta
| Zawodniczka           | Konkurencja | Wyścig 1 | Wyścig 2 | Łącznie/ Finał | Miejsce |
| --------------------- | ----------- | -------- | -------- | -------------- | ------- |
| Enkh-Ariun Altantulga | 500 m       | 47.12    | 47.63    | 94.75          | 14.     |
| Enkh-Ariun Altantulga | 3000 m      |          |          | 5:25.40        | 14.     |
| Enkh-Ariun Altantulga | Bieg masowy |          |          | 6:38.07        | 20.     |